# 行星凌和掩
凌指的距離較近且視角較小的天體，經過距離較遠取視角較大的天體前方的情況。若較近的物體顯得較大，並完全遮蔽較遠物體的情況稱為掩。
在天文學，行星凌和掩發生在一顆行星經過另一個天體的前面時，觀察者所見到的現象。行星掩星通常是一顆遙遠的恆星被遮蔽，但在極少的情況下，它可能是另一顆行星。在這種情況下，該事件稱為行星互掩或行星互凌，這取決於天體的相對視直徑
。

## 行星相互的掩和凌
行星之間相互的掩和凌視極為罕見的。最近一次發生在1818年1月3日，下一次將發生在2065年11月22日。這兩次都是相同的兩顆行星：木星和金星。 

### 歷史上的觀測
1590年10月13日，德國天文學家Michael Maestlin在海德堡觀測到金星掩火星。1737年的事件（見下表）是由格林威治天文台的約翰·貝維斯觀測到的，並且是唯一一個關於行星掩星的詳細記錄。1170年9月12日，僧侶Gervase（格瓦斯）在英國坎特伯里觀察到火星凌木星，中國的天文學家也觀測到此一事件。

### 未來的事件
從地球上能觀看到的下一次行星凌或掩將在2065年11月22日12:43UTC左右，當金星接近外合時發生。屆時，金星的角直徑為10.6"，凌角直徑30.9"的木星。然而，事件發生在距離太陽西側8度之處，因此沒有專家的協助與適當的保護眼睛的措施，是看不見此一事件的。在凌木星之前，在地球最南端會先看見金星在11:24UTC左右掩甘尼美德。視差將導致實際觀測到的時間會因為觀測者的確切位置，而有幾分鐘的差異。

### 行星互凌與掩的清單
從1800年至3000年間，地球上只能觀測到37次的行星互掩與凌的事件。在1818年至2065年間還中斷了很長的一段時間。

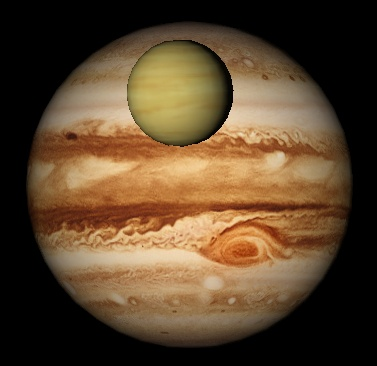
1818年1月3日金星凌木星的模擬畫面。

- 1808年12月9日：水星凌土星。[6]
- 1818年1月3日：金星凌木星。[6]

- 2065年11月22日：金星凌木星。[6]
- 2067年7月15日：水星掩海王星。[6]
- 2079年8月11日：水星掩火星。[6]
- 2088年10月27日：水星凌木星。[6]
- 2094年4月7日：水星凌木星。[6]
- 2104年8月21日：金星掩海王星。[6]
- 2123年9月14日：金星凌木星。[6]
- 2126年7月29日：水星掩火星。[6]
- 2133年12月3日：金星掩水星。[6]
- 2223年12月2日：火星凌木星。[6]
- 2243年8月12日：金星凌土星。[6]
- 2251年3月4日：金星掩天王星。[6]
- 2307年9月11日：金星掩天王星。[6]
- 2327年6月4日：金星掩火星。[6]
- 2335年10月8日：金星凌木星。[6]
- 2351年4月7日：水星掩天王星。[6]
- 2419年12月30日：金星掩天王星。[6]
- 2478年8月30日：火星凌木星。[6]
- 2515年4月7日：火星掩海王星。[6]
- 2518年1月25日：金星凌土星。[6]
- 2649年2月16日：金星掩海王星。[6]
- 2781年12月3日：金星掩海王星。[6]
- 2816年3月25日：水星凌木星。[6]
- 2817年3月6日：金星凌土星。[6]
- 2818年4月11日：水星掩火星。[6]
- 2825年2月6日：火星掩天王星。[6]
- 2830年12月15日：金星掩火星。[6]
- 2833年7月20日：水星凌木星。[6]
- 2912年2月12日：金星凌木星。[6]
- 2954年11月8日：金星凌木星。[6]
- 2954年11月21日：水星凌土星。[6]
- 2959年3月9日：火星凌木星。[6]
- 2965年10月5日：水星凌木星。[6]
- 2986年8月13日：金星凌木星。[6]
- 2991年3月22日：金星掩海王星。[6]

### 木星和土星與衛星的互掩、凌和食
在木星和土星的軌道週期中，這些行星的赤道（和衛星）平面與地球的軌道平面對齊兩次，導致這些巨行星的衛星之間發生一系列相互掩、凌和食。用於描述這些事件的術語是「eclipse（食）」、「occultation（掩）」、和「transit（凌）」。例如，木星的衛星進入木星的陰影內而變暗，即為「食」；若被木星遮蔽而在我們的視線中消失，極為「掩」；如果從木星盤面的前面經（掠）過，則為凌（另見木星上的日食），並且通常還會伴隨著衛星的影子投射在木星的盤面上，則稱是「影凌」。（遮蔽（即因為木星位於我們的視線上而被隱藏），或者可能淩日（即從木星盤的前面經過）。

## 其它行星掩星
這張表是另一份太陽系行星對明亮恒星和行星的掩星彙編。但這些事件幾乎在全球各地可能都不可見：因為都發生在太陽附近，不是受到炫光遮蔽，就是接近天際線。
| Day            | 時間（UT） | 前景行星 | 背景天體            | 離日度    |
| -------------- | ---------- | -------- | ------------------- | --------- |
| 1802年12月9日  | 07:36      | 水星     | 房宿四              | 16.2° 西  |
| 1808年12月9日  | 20:34      | 水星     | 土星                | 20.3° 西  |
| 1810年12月22日 | 06:32      | 金星     | 人馬座ξ-2\|         | 11.1°東   |
| 1818年1月3日   | 21:52      | 金星     | 木星                | 16.5° 西  |
| 1825年7月11日  | 09:10      | 金星     | 畢宿三（金牛座δ-1） | 44.4° 西  |
| 1837年7月11日  | 12:50      | 水星     | 雙子座η             | 17.8° 西  |
| 1841年5月9日   | 19:35      | 金星     | 金牛座17            | 9.2° 東   |
| 1843年9月27日  | 18:00      | 金星     | 室女座η             | 3.2° 西   |
| 1850年12月16日 | 11:28      | 水星     | 人馬座λ             | 10.2° 東  |
| 1855年5月22日  | 05:04      | 金星     | 雙子座ε             | 37.4° 東  |
| 1857年6月30日  | 00:25      | 土星     | 雙子座δ             | 8.4° 東   |
| 1865年12月5日  | 14:20      | 水星     | 人馬座λ             | 21.0° 東  |
| 1876年2月28日  | 05:13      | 木星     | 房宿四              | 97.6° 西  |
| 1881年6月7日   | 20:54      | 水星     | 雙子座ε             | 21.2° 東  |
| 1906年12月9日  | 17:40      | 金星     | 房宿四              | 14.9° 西  |
| 1910年7月27日  | 02:53      | 金星     | 雙子座η             | 31.0° 西  |
| 1937年12月24日 | 18:38      | 水星     | 人馬座ο             | 11.6° 東  |
| 1940年6月10日  | 02:21      | 水星     | 雙子座ε             | 20.1° 東  |
| 1947年10月25日 | 01:45      | 金星     | 天秤座α-2           | 13.5° 東  |
| 1959年7月7日   | 14:30      | 金星     | 軒轅十四            | 44.5° 東  |
| 1965年9月27日  | 15:30      | 水星     | 室女座η             | 2.6° 西   |
| 1971年5月13日  | 20:00      | 木星     | 天蠍座β（包括伴星） | 169.5° 西 |
| 1976年4月8日   | 01:00      | 火星     | 雙子座ε             | 81.3° 東  |
| 1981年11月17日 | 15:27      | 金星     | 人馬座σ             | 47.0° 東  |
| 1984年11月9日  | 01:32      | 金星     | 人馬座λ             | 39.2° 東  |
| 1989年7月3日   |            | 土星     | 人馬座28            |           |
| 2015年12月4日  | 16:14      | 水星     | 蛇夫座θ             | 9.6° 東   |
| 2035年2月17日  | 15:19      | 金星     | 人馬座π             | 42.1° 西  |
| 2044年10月1日  | 22:00      | 金星     | 軒轅十四            | 38.9° 西  |
| 2046年2月23日  | 19:24      | 金星     | 人馬座ρ-1           | 45.4° 西  |
| 2052年11月10日 | 07:20      | 水星     | 天秤座α-2           | 2.8° 西   |
| 2065年11月22日 | 12:45      | 金星     | 木星                | 7.9° 西   |
| 2067年7月15日  | 11:56      | 水星     | 海王星              | 18.4° 西  |
| 2069年8月11日  | 20:25      | 金星     | 室女座β             | 38.4° 東  |
| 2078年10月3日  | 22:00      | Mars     | 蛇夫座θ             | 71.4° 東  |
| 2079年8月11日  | 01:30      | 水星     | 火星                | 11.3° 西  |
| 2088年10月27日 | 13:43      | 水星     | 木星                | 4.7° 西   |
| 2094年4月7日   | 10:48      | 水星     | 木星                | 1.8° 西   |

## 行星掩亮恒星

### 公元2025年－6000年（第3－6千纪）
- 2044年10月1日：金星掩轩辕十四。[7]
- 2197年9月2日：金星掩角宿一。[8]
- 2253年8月1日：水星掩轩辕十四。[7]
- 2400年11月17日：金星掩心宿二。[8]
- 2608年8月6日：水星掩轩辕十四。[7]
- 3081年11月2日：金星掩心宿二。[8]
- 3126年7月22日：金星掩轩辕十四。[7]
- 3187年10月21日：金星掩轩辕十四。[7]
- 3230年10月8日：水星掩角宿一。[8]
- 3414年10月25日：金星掩轩辕十四。[7]
- 3493年10月11日：水星掩角宿一。[8]
- 3982年8月27日：水星掩轩辕十四。[7]
- 4285年8月6日：金星掩轩辕十四。[7]
- 4296年11月22日：金星掩心宿二。[8]
- 4557年11月10日：金星掩轩辕十四。[7]
- 4747年8月14日：金星掩轩辕十四。[7]
- 4953年3月24日：智神星掩轩辕十四。[8]
- 5001年9月11日：水星掩轩辕十四。[7]
- 5366年8月27日：金星掩毕宿五。[8]
- 5898年8月30日：金星掩轩辕十四。[7]
- 5974年9月25日：水星掩轩辕十四。[7]

### 公元6001年－10000年（第7－10千纪）
- 6212年11月7日：水星掩轩辕十四。[7]
- 6587年9月9日：金星掩轩辕十四。[7]
- 6727年8月25日：火星掩軒轅十四。[7]
- 6947年10月9日：水星掩轩辕十四。[7]
- 7152年9月11日：火星掩軒轅十四。[7]
- 7256年10月12日：水星掩轩辕十四。[7]
- 7276年9月19日：金星掩轩辕十四。[7]
- 7278年9月15日：火星掩轩辕十四。[7]
- 7321年12月21日：金星掩轩辕十四。[7]
- 7404年9月20日：火星掩轩辕十四。[7]
- 7565年10月17日：水星掩轩辕十四。[7]
- 7874年10月22日：水星掩轩辕十四。[7]
- 8007年5月10日：金星掩毕宿五。[8]
- 8018年12月30日：金星掩轩辕十四。[7]
- 8136年9月6日：水星掩毕宿五。[8]
- 8183年10月26日：水星掩轩辕十四。[7]
- 8192年10月3日：金星掩轩辕十四。[7]
- 8362年12月7日：水星掩轩辕十四。[7]
- 8444年10月18日：火星掩轩辕十四。[7]
- 8492年10月30日：水星掩轩辕十四。[7]
- 8615年11月18日：谷神星掩轩辕十四。[8]
- 8775年10月27日：火星掩轩辕十四。[7]
- 8881年10月14日：金星掩轩辕十四。[7]
- 8971年9月23日：水星掩毕宿五。[8]
- 9106年11月5日：火星掩轩辕十四。[7]
- 9682年11月16日：水星掩轩辕十四。[7]
- 9847年11月21日：火星掩轩辕十四。[7]

### 公元10001年－15000年（第11－15千纪）
- 10032年11月1日：金星掩轩辕十四。[7]
- 10494年11月9日：金星掩轩辕十四。[7]
- 10674年10月5日：水星掩毕宿五。[8]
- 10956年11月16日：金星掩轩辕十四。[7]
- 10974年4月28日：谷神星掩心宿二。[8]
- 11398年12月11日：水星掩軒轅十四。[7]
- 11418年11月24日：金星掩軒轅十四。[7]
- 12063年7月28日：火星掩軒轅十四。[7]
- 12115年12月5日：金星掩軒轅十四。[7]
- 12233年12月23日：水星掩軒轅十四。[7]
- 12308年1月10日：火星掩軒轅十四。[7]
- 12347年7月30日：火星掩軒轅十四。[7]
- 12812年12月15日：金星掩軒轅十四。[7]
- 13189年2月9日：水星掩轩辕十四。[7]
- 13207年1月25日：火星掩轩辕十四。[7]
- 13534年11月28日：水星掩毕宿五。[8]
- 13595年1月11日：水星掩轩辕十四。[7]
- 13744年12月29日：金星掩轩辕十四。[7]
- 14121年1月18日：水星掩轩辕十四。[7]
- 14161年3月11日：金星掩轩辕十四。[7]
- 14384年1月22日：水星掩轩辕十四。[7]
- 14619年8月10日：火星掩轩辕十四。[7]
- 14647年1月26日：水星掩轩辕十四。[7]
- 14910年1月29日：水星掩轩辕十四。[7]

### 公元15001年（第16千纪）－
- 22767年4月18日：谷神星掩毕宿五。[8]
- 23527年8月1日：智神星掩北河二。[8]
- 40529年1月11日：谷神星掩毕宿五。[8]
- 41367年1月7日：谷神星掩毕宿五。[8]